# یواس‌اس هالسی (دی‌دی‌جی-۹۷)
یواس‌اس هالسی (دی‌دی‌جی-۹۷) (به انگلیسی: USS Halsey (DDG-97)) یک کشتی است که طول آن ۵۰۹ فوت ۶ اینچ (۱۵۵٫۳۰ متر) می‌باشد. این کشتی در سال ۲۰۰۴ ساخته شد.